# Lahti-Saloranta M/26
A Lahti-Saloranta M/26 (rövidítve: LS/26) egy finn könnyű géppuska volt, amit Aimo Lahti és Arvo Saloranta tervezett 1926-ban. A fegyver automata és fél-automata üzemmódban is tüzelhetett. 20 töltényes ívtárat, illetve 75 töltényes csigatárat gyártottak hozzá, de a finn hadsereg csak a kisebb 20 töltényes tárat használta.
Az M/26 1925-ben megnyerte a finn hadsereg által kiírt pályázatot, így ezt a fegyvert választották ki a hadsereg fő automata puskájának. A gyártás 1927-ben kezdődött a Valtion kivääritehdas (VKT) gyártban és 1942-ben fejeződött be. Több mint 5000 darabot gyártottak le ez idő alatt. Kína is rendelt a fegyverből 30 000 darabot 1937-ben, de mindössze 1200 darabot szállítottak le a japán diplomáciai nyomás következtében.
A téli háború folyamán minden szakasz két osztagnyi géppuskással rendelkezett, melyek két, tízfős lövészosztag fedezését biztosították. Minden osztagban egy M/26 géppuskás és egy segéd volt, a többiek puskával rendelkeztek.
A csatatéren a Lahti-Saloranta M/26 gépfegyver nehezen tisztíthatónak bizonyult, mivel 188 alkatrészből tevődött össze. A fegyver beceneve „Kootut virheet”, azaz „válogatott hibák” volt. A finn géppuskások gyakran inkább a Degtyarev golyószórót használták, mivel ezrével zsákmányoltak belőle a szovjetektől. Másrészt a gyakorlott géppuskások inkább használták hazai fegyverüket, annak rendkívüli pontossága miatt, illetve a téli viszonyokhoz tervezett olajozó adapter miatt, mivel sokkal megbízhatóbb fegyver volt, mint az „Emma”. Mindenesetre 1944 nyarára már csupán 3400 darab M/26 volt a fronton, összevetve a több mint 9000 Degtyarevvel.

## Fordítás
- Ez a szócikk részben vagy egészben  a   Lahti-Saloranta M/26 című angol Wikipédia-szócikk ezen változatának fordításán alapul.  Az eredeti cikk szerkesztőit annak laptörténete sorolja fel. Ez a jelzés csupán a megfogalmazás eredetét és a szerzői jogokat jelzi, nem szolgál a cikkben szereplő információk forrásmegjelöléseként.